# Voogdij Leventina

wapen van Levantina

De voogdij Leventina was een voogdij van het Oude Eedgenootschap van 1403 tot 1422 en van 1439 tot de opheffing van het Oude Eedgenootschap in 1798. Hierna werd zij onderdeel van het kanton Bellinzona. In de periode 1422-1439 behoorde de voogdij tot het Hertogdom Milaan. De voogdij was als enige van de Ennetbergse Voogdijen geen condominium, maar zij werd bestuurd door het kanton Uri alleen.